# Frederikshavn Sejlklub
Frederikshavn Sejlklub er en sejlklub fra Frederikshavn.
Foreningen blev stiftet 15. august 1888 og regnes blandt de 10 ældste i landet.